# Ташаев, Ризван Вахаевич
Ризва́н Ваха́евич Таша́ев (род. 5 октября 2003, Грозный) — российский футболист, вратарь клуба «Ахмат», выступающий на правах аренды за пермский «Амкар».

## Биография
Дебютировал за молодёжную команду «Ахмата» 16 сентября 2019 года в матче 9-го тура молодёжного первенства против «Ростова» (3:4), выйдя на замену на 77-й минуте матча.
27 августа 2022 года дебютировал за основную команду «Ахмата» в матче 7-го тура чемпионата России против «Крыльев Советов» (1:2), выйдя на замену на 31-й минуте матча вместо Артёма Тимофеева. Случилось это после удаления основного голкипера «грозненцев» Михаила Опарина.
16 февраля 2024 года был отдан в аренду в брянское «Динамо». 26 июля 2024 г. отправился в аренду в казанский «Сокол». В начале 2025 г. на правах аренды перешел в пермский «Амкар».

## Статистика выступлений

### Клубная
| Клуб             | Сезон            | Лига | Лига | Лига          | Кубки | Кубки | Кубки         | Итого | Итого | Итого         |
| Клуб             | Сезон            | Игры | Голы | Матчи на ноль | Игры  | Голы  | Матчи на ноль | Игры  | Голы  | Матчи на ноль |
| ---------------- | ---------------- | ---- | ---- | ------------- | ----- | ----- | ------------- | ----- | ----- | ------------- |
| Ахмат            | 2022/23          | 1    | −1   | 0             | 0     | 0     | 0             | 1     | −1    | 0             |
| Ахмат            | Итого            | 1    | −1   | 0             | 0     | 0     | 0             | 1     | −1    | 0             |
| Всего за карьеру | Всего за карьеру | 1    | −1   | 0             | 0     | 0     | 0             | 1     | −1    | 0             |